# Çınarlık, Çarşamba
Çınarlık là một thị trấn thuộc huyện Çarşamba, tỉnh Samsun, Thổ Nhĩ Kỳ. Dân số thời điểm năm 2010 là 4.327 người.